# Infinity Ward
Infinity Ward（簡稱IW）是一家電子遊戲和電腦遊戲的開發商，位於加利福尼亞州的洛杉磯。Infinity Ward成立於2002年，由原本是開發《榮譽勳章：聯合襲擊》（Medal of Honor: Allied Assault）的開發商2015公司的員工組成。2003年，美國動視（Activision）公司成功收購了IW，成為了美國動視的子公司。其代表作為決勝時刻系列。
2014年5月3日，动视宣布旗下另一工作室Neversoft将被并入IW，该合并于同年7月10日完成。
2023年10月13日，Infinity Ward正式隨同動視暴雪併入微軟旗下的微軟遊戲（Microsoft Gaming）。

## 相关事件

### Infinity Ward与Activision一波三折
在2010年3月1日，美國動視突然以「違反合約與抗命」為由辭去IW兩位創辦人兼行政總裁Jason West和Vince Zampella，兩人被革職後美國動視的保安人員開始進駐IW的辦公室。
在兩位創辦人被辭職後將近一半的IW員工先後自行辭職。截至2010年5月為止共有46名員工辭職，當中包括負責使命召喚：現代戰爭2的首席遊戲設計師與程序员。他們全部拒絕交代辭職的原因。

### 訴訟

#### West與Zampella對美國動視
在集體辭職事件初期，有報導指出IW並沒有從美國動視手上收到開發使命召喚：現代戰爭2應得的版稅，同時開發組亦因為曾經與包括藝電在內的其他遊戲發行商舉行會議而觸犯與動視簽訂的合約。在2010年3月4日，West與Zampella正式控告動視拖欠繳付IW開發現代戰爭2的約滿酬金。他們的代表律師認為動視早於同年2月就開始委託律師尋找證據以作為解顧二人的理由。假若West和Zampella在訴訟勝出的話，二人擁有阻止動視開發任何沿襲現代戰爭系列設定的遊戲與追加下載內容的權力。官司結果為雙方在庭外和解。

#### NovaLogic對美國動視
就在West、Zampella与Activision一波三折的时候，Activision受到了来自NovaLogic的冲击，NovaLogic认为Activision的《使命召唤: 现代战争3》中的三角洲特种部队的标志侵犯了商标权，还授权微软等公司将三角洲部队粘贴在各个宣传使命召唤的周边产品上。

## 主要作品
| 年份 | 游戏                            | 平台                                                                                        |
| ---- | ------------------------------- | ------------------------------------------------------------------------------------------- |
| 2003 | 使命召唤                        | Windows, Xbox 360 (Xbox Live Arcade), PlayStation 3 (PlayStation Network), Mac OS X, N-Gage |
| 2005 | 使命召唤2                       | Windows, Xbox 360, Mac OS X,                                                                |
| 2007 | 使命召唤：现代战争              | Windows, Xbox 360, PlayStation 3, Mac OS X                                                  |
| 2009 | 使命召唤：现代战争2             | Windows, Xbox 360, PlayStation 3                                                            |
| 2011 | 使命召唤：现代战争3             | Windows, Xbox 360, PlayStation 3                                                            |
| 2013 | 使命召唤：幽灵                  | Windows, Xbox 360, Xbox One, PlayStation 3, PlayStation 4                                   |
| 2016 | 使命召唤：无限战争              | Windows, Xbox One, PlayStation 4                                                            |
| 2019 | 決勝時刻：現代戰爭 (2019年遊戲) | Windows, Xbox One, PlayStation 4                                                            |
| 2022 | 使命召喚：現代戰爭II 2022       | Windows, Xbox One, Xbox Series X/S, PlayStation 4, PlayStation 5                            |